# Steve Selvin
Steve Selvin (nacido en 1941) es un estadístico estadounidense, profesor emérito de bioestadística en la Universidad de California, Berkeley.
Selvin se unió a la facultad de la "Escuela de Salud Pública" en UC Berkeley en 1972 y en 1977 se convirtió en el jefe de su división de bioestadística. Como director del Comité de Gestión de Pregrado, jugó un papel decisivo en el desarrollo del programa de pregrado de la escuela. Además de su trabajo en UC Berkeley, también se desempeñó de 1990 a 1998 como profesor adjunto de epidemiología en la Universidad de Míchigan y desde 2005 como profesor de bioestadística en la Universidad Johns Hopkins en Baltimore.
UC Berkeley otorgó varios premios a Selvin por sus logros en la enseñanza. Recibió el "Premio a la Enseñanza Distinguida de Berkeley" en 1983 y el "Premio a la Enseñanza Distinguida de la Escuela de Salud Pública" en 1998. En 2011, a la edad de 70 años, recibió una Mención de Berkeley. Selvin publicó más de 200 artículos y fue autor de varios libros de texto en los campos de bioestadística y epidemiología.
En febrero de 1975, Selvin publicó una carta titulada "Un problema de probabilidad" en el Estadístico estadounidense. En él planteó y resolvió un problema, que más tarde se conocería como el Problema de Monty Hall. Después de recibir algunas críticas por su solución sugerida, Selvin escribió una carta de seguimiento titulada "Sobre el problema de Monty Hall", que se publicó en agosto del mismo año. Esta fue la primera vez que apareció impresa la frase "Problema de Monty Hall". En esta segunda carta, Selvin propuso una solución basada en el teorema de Bayes y describió explícitamente algunos supuestos sobre el comportamiento del moderador. El problema permaneció relativamente desconocido hasta que fue publicado nuevamente por Marilyn vos Savant en su columna en la Revista Parade en 1990. Esta publicación generó mucha controversia y dio a conocer el problema en todo el mundo. Como resultado, se publicaron bastantes artículos sobre el problema de Monty Hall generado a lo largo de los años y aparece en muchas clases y libros de texto introductorios de probabilidad y estadística.
Selvin vive en el área de Berkeley, California y está casado con la escultora Nancy Selvin, la epidemióloga Elizabeth Selvin es su hija.

## Obras
- Un problema de probabilidad . The American Statistician, febrero de 1975 (primera publicación del problema de Monty Hall, copia en línea en JSTOR)
- Sobre el problema de Monty Hall . The American Statistician, agosto de 1975 (primera mención literal de la frase "Problema de Monty Hall", copia en línea (extracto))
- Análisis estadístico de datos epidemiológicos . Oxford University Press, Nueva York, 1991, 3. edición 2004, ISBN  0195172809
- Métodos bioestadísticos aplicados modernos utilizando SPLUS . Oxford University Press, Nueva York, 1998, ISBN  0195120256
- Análisis epidemiológico: un enfoque orientado a casos . Oxford University Press, Nueva York, 2001, ISBN  0195144899
- Bioestadística: cómo funciona . Prentice Hall, Nueva York, 2004, ISBN  0130466166
- Análisis de supervivencia para el análisis de investigación epidemiológica y médica de datos epidemiológicos . Cambridge University Press, Nueva York, 2008, ISBN  9780521895194
- Herramientas estadísticas para la investigación epidemiológica . Oxford University Press, 2011, ISBN  9780199755967
- La alegría de la estadística: un tesoro de herramientas estadísticas elementales y sus aplicaciones . Prensa de la Universidad de Oxford, 2019